# Аристократія
Аристокра́тія (від грец. αριστοκρατία (aristokratíа), ἀριστεύς — найкращий і κρατεῖν — правити, тобто влада найкращих) — форма державного ладу, за якої правління здійснюється представниками родової знаті.
Аристократією називають форму правління, при якій державна влада зосереджена в руках привілейованої освіченої знатної меншості. Платон і Аристотель під аристократією розуміли правління освічених (знатних), професійно підготованих людей, які володіють політичним мистецтвом (мистецтвом управління). Пізніше аристократичну форму правління виділяли Полібій, Спіноза, Гоббс, Монтеск'є, Кант та інші. Обґрунтуванням такої форми правління її прихильниками є, як правило, ідея про політичну неповноцінність більшості членів суспільства, якими й покликана правити аристократична еліта.
Як форма правління аристократія протиставляється монархії та демократії.
В стародавні часи аристократичними республіками були Спарта, Рим (6-1 вв. до н. е.) та Карфаген; а в середньовічній Європі — Венеція, Псковська та Новгородська феодальні республіки.
Склад, принципи створення вищих органів державної влади та їх співвідношення відрізняються в різних аристократіях. Наприклад, в Спарті влада знаходилась в руках двох царів, які обирались народними зборами герусії (Ради старійшин) та ефорів. В Римі члени сенату призначались цензором з числа колишніх посадових осіб та представників знатних родин; зі знаті створювались «виборні» магістрати (консули, претори, цензори та еділи). В Карфагені реальну владу мали 2 виборних суффети та виборна Рада старійшин. В Новгороді та Пскові міським патриціатом створювалась Рада правителів (рос. Совет господ).
В аристократичній формі правління народні збори мали дуже невеликі повноваження і відігравали незначну роль. Населення не брало активної участі в державному житті. Вибори мали, значною мірою, фіктивний характер, а посадові особи були представниками знаті (спартіатів в Спарті, патриціїв в Римі, патриціата в середньовічних республіках).
В аристократії, при створенні органів державної влади з вузького кола знаті, сильну тенденцію має принцип спадкування.
Серед вільного населення грецьких полісів невелику групу становили аристократи-представники і нащадки родової знаті, які володіли великими ділянками землі, ремісничими майстернями і кораблями.